# 安川電機

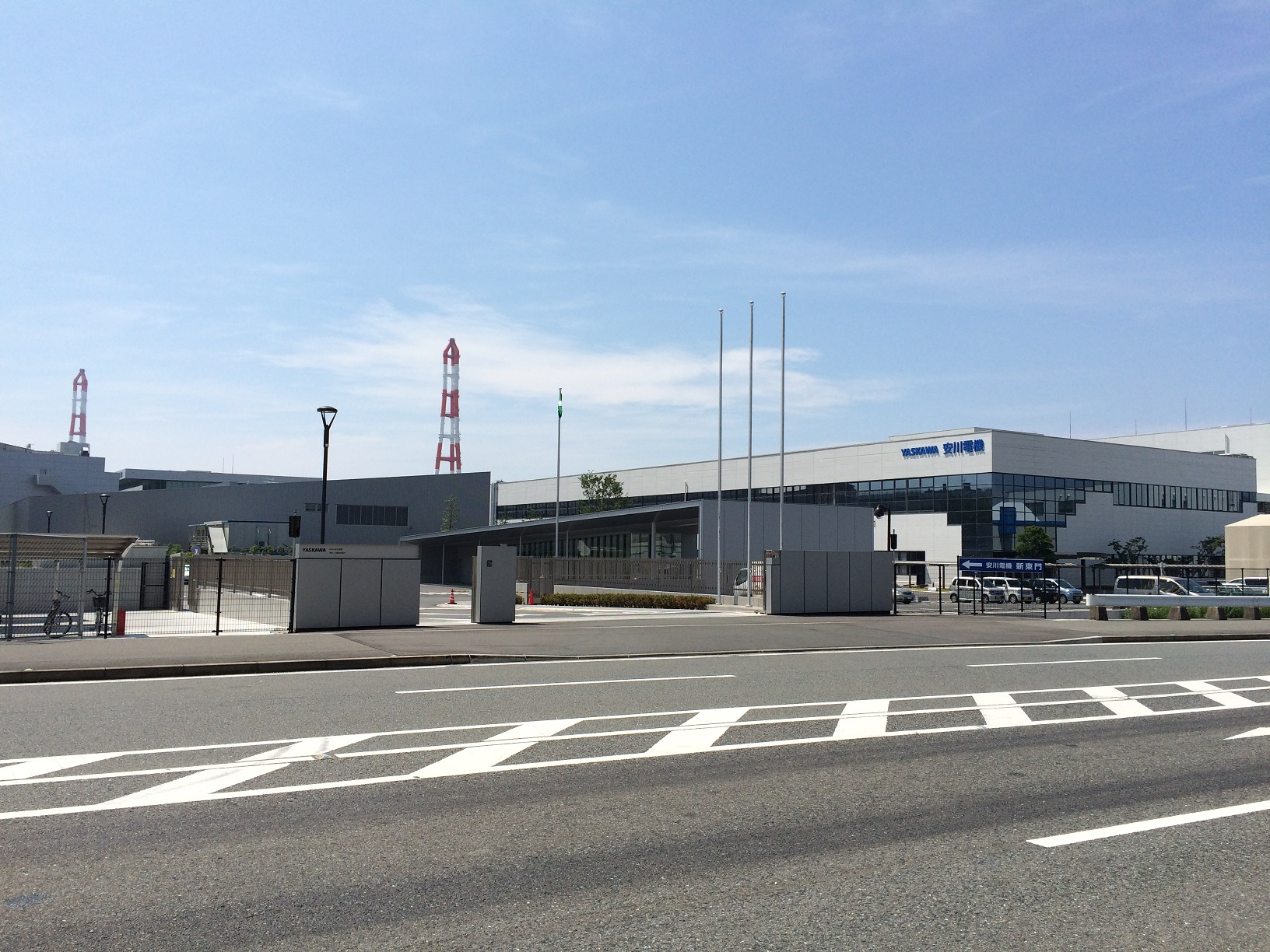
本社正門

株式会社安川電機（やすかわでんき、英: YASKAWA Electric Corporation）は、福岡県北九州市八幡西区に本社を置く、産業用ロボットなどメカトロニクス製品の製造を行うメーカーである。日経平均株価およびJPX日経インデックス400の構成銘柄の一つ。

## 概要
明治鉱業を興した安川敬一郎が、明治鉱業の電気用品の開発と製造を行うことを目的に設立した。九州製鋼、明治紡績、黒崎窯業、明治鉱業、鉱山技術者養成のための明治専門学校（現・九州工業大学）も敬一郎が設立した。
安川第五郎と敬一郎は玄洋社のメンバーとして孫文に資金援助していたが、2009年に中国の習近平が北九州市の工場を視察した際、逸話に感銘して紅旗の組立用ロボットに拍手して謝意を表した ことが、取引先の中国企業関係者によく知られており「会社の説明がいらず、中国から見たときに信用できる会社」と恩恵を受けている。安川では海外初のロボット工場が中国にあり、競合するドイツのロボットメーカークーカを買収した美的グループとも提携を続けている。売上の海外比率は約7割であり、Nikkei 225の構成銘柄の一つである。
2020年には半導体製造装置などに使うACサーボモーターの累計販売台数が2000万台に到達し、世界シェア第1位である。 産業用ロボットで世界シェア第4位である。2015年には創立100周年事業の一環としてロボット村をオープンした。YASKAWAの森、安川電機みらい館、ロボット工場、本社棟、厚生棟で構成されている。2017年には、天皇・皇后（当時。現在の上皇・上皇后）が安川電機みらい館を訪問した。
なお、社名のアルファベット表記は「YASKAWA」である。

## 沿革

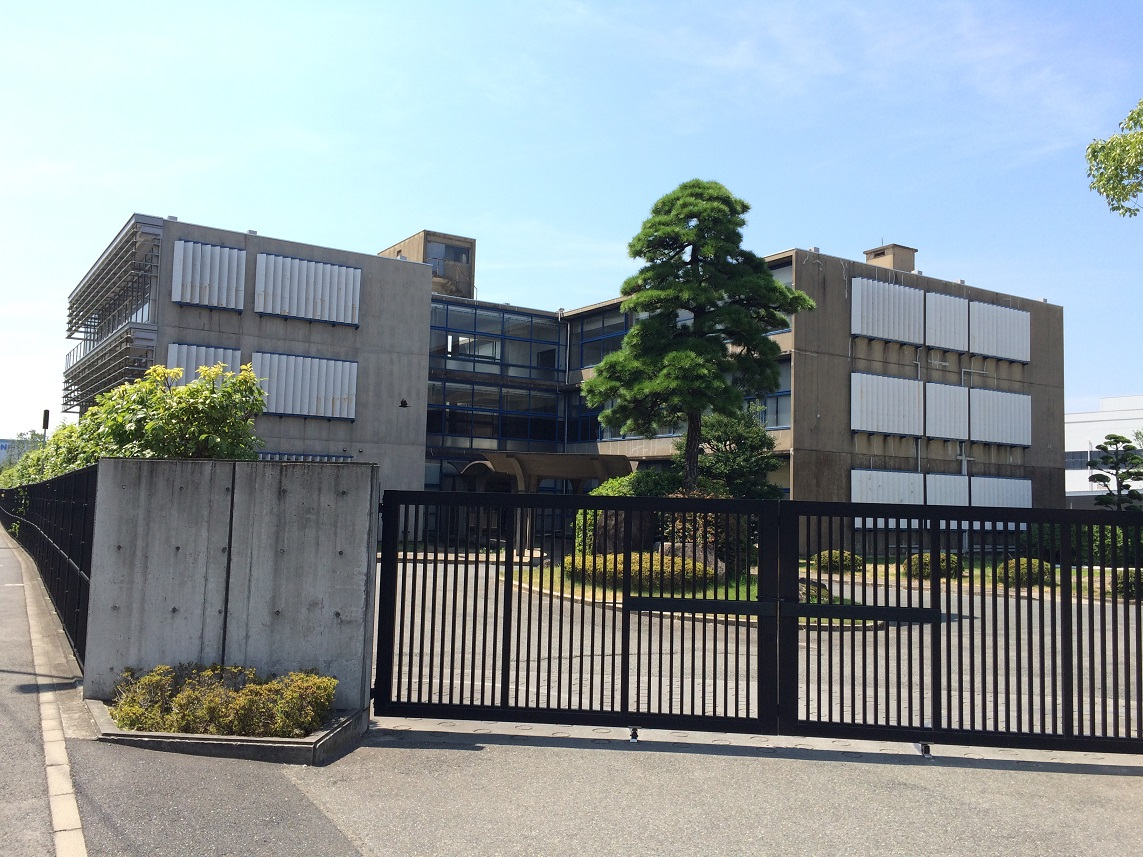
解体前の旧本社社屋

- 1915年（大正4年） - 合資会社安川電機製作所創立。
- 1919年（大正8年） - 株式会社安川電機製作所設立。
- 1949年（昭和24年） - 東証、大証上場。
- 1957年（昭和32年） -  行橋工場開設。
- 1961年（昭和36年） - 小倉工場開設。
- 1964年（昭和39年） - 東京工場開設。
- 1967年（昭和42年） - 米国安川電機株式会社設立。
- 1969年（昭和44年） - 中間工場開設。「メカトロニクス」の商標登録出願。
- 1972年（昭和47年） - 「メカトロニクス」の商標登録。
- 1980年（昭和55年） - 欧州安川電機有限会社設立。
- 1984年（昭和59年） - デミング賞実施賞受賞。
- 1989年（平成元年） - インバータ工場開設。
- 1990年（平成2年） - モートマンセンタ開設。
- 1991年（平成3年） - 社名を「株式会社安川電機」に変更。英国安川電機株式会社設立。シンガポール安川電機有限会社設立。
- 1994年（平成6年） - 韓国安川電機株式会社設立。
- 1995年（平成7年） - 上海安川電動機器有限公司設立。
- 1999年（平成11年） - 安川電機(上海)有限公司設立。
- 2002年（平成14年） - ソリューションセンタ開設。
- 2003年（平成15年） - 八幡東事業所開設。
- 2011年（平成23年） - 関東ロボットセンタ開設。
- 2013年（平成25年） - 海外初のロボット生産拠点を中国の常州に開設[9]。
- 2015年（平成27年） - 中部ロボットセンタ開設。創立100周年事業として本社事業所を再編し、「ロボット村」をオープン
- 2018年（平成30年） - 次世代生産工場「安川ソリューションファクトリ」開設。
- 2020年 (令和2年) 　- 完全子会社の安川エンジニアリングを吸収合併。

## 歴代社長
中山真までは『日本官僚制総合事典 : 1868-2000』による。
安川電機製作所
- 安川清三郎：1919年12月 - 1936年2月
- 安川第五郎：1936年2月 - 1942年2月
- （会長）安川寛：1942年2月 - 1944年2月
- 安川寛：1944年2月 - 1972年5月
- 安川敬二：1972年5月 - 1985年6月
- 菊池功：1985年6月 - 1991年9月

安川電機
- 菊地功：1991年9月 - 1996年6月
- 橋本伸一：1996年6月 - 2000年3月
- 中山真：2000年3月 - 2004年3月
- 利島康司：2004年3月 - 2010年3月
- 津田純嗣：2010年3月 - 2016年3月
- 小笠原浩：2016年3月 - 2023年3月
- 小川昌寛：2023年3月 - (現職)

## 主な事業
- サーボ＆コントローラ - サーボモータ、リニアモーター、FA用コントローラ・リミットスイッチ
- インバータ
- ロボット - 産業用ロボット『モートマン』、医療・福祉サービス機器
- システムエンジニアリング - 各種電動機および制御装置、各種電機システム
- コンセプト - i3-Mechatronics

## 事業所

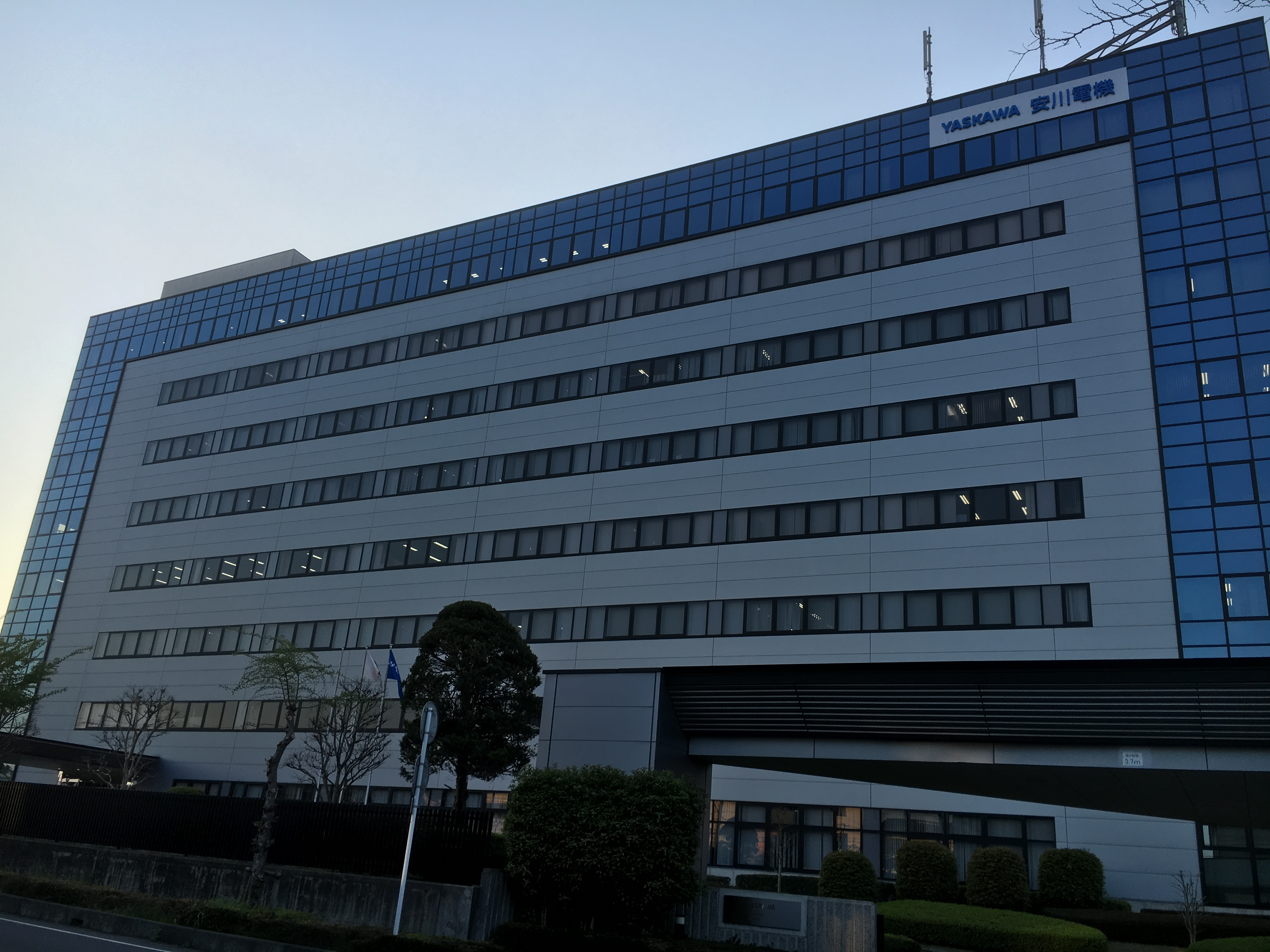
入間事業所ソリューションセンタ

- 本社、八幡西事業所- 福岡県北九州市八幡西区
- 八幡東事業所（モーションコントロール工場 / モータ工場） - 福岡県北九州市八幡東区
- 行橋事業所（インバータ工場 / システムエンジニアリング工場） - 福岡県行橋市
- 入間事業所（モーションコントロール工場 / 安川ソリューションファクトリ）- 埼玉県入間市
- 中間事業所（ロボット工場） - 福岡県中間市
- 開発研究所- 福岡県北九州市小倉北区
- つくば研究所- 茨城県つくば市
- 東京支社 - 東京都港区
- 関東ロボットセンタ - 埼玉県さいたま市北区
- 中部支店、中部ロボットセンタ - 愛知県みよし市
- 大阪支店 - 大阪府大阪市北区
- 九州支店 - 福岡県福岡市中央区

## グループ企業

### 国内主要子会社
- 安川オートメーション・ドライブ株式会社 - 福岡県行橋市
- 株式会社安川メカトレック - 東京都港区
- 末松九機株式会社 - 福岡県福岡市博多区
- 株式会社FAMS - 新潟県見附市
- 株式会社エイアイキューブ（AI3） - 東京都中央区
- ロボティック・バイオロジー・インスティテュート株式会社 - 東京都江東区
- 株式会社ベスタクト・ソリューションズ - 福岡県行橋市
- 安川コントロール株式会社 - 福岡県行橋市
- 株式会社安川ロジステック - 福岡県北九州市小倉北区
- 安川マニュファクチャリング株式会社 - 福岡県北九州市八幡西区
- 株式会社ドーエイ - 福岡県北九州市八幡西区
- 安川オビアス株式会社 - 福岡県北九州市八幡東区

### 国内主要持分法適用関連会社
- 株式会社YE DIGITAL - 福岡県北九州市八幡西区
- 桑原電工株式会社 - 福岡県北九州市八幡西区
- 九州制盤株式会社 - 福岡県北九州市八幡西区
- 五楽信和工業株式会社 - 福岡県中間市
- ゼネラルパッカー株式会社 - 愛知県北名古屋市

### 海外現地法人

#### アメリカ
- YASKAWA AMERICA, INC. - アメリカ
- YASKAWA CANADA INC. - カナダ
- YASKAWA ELETRICO DO BRASIL LTDA. - ブラジル
- MOTOMAN ROBOTICA DO BRASIL, LTDA - ブラジル
- YASKAWA MEXICO S.A. DE C.V. - メキシコ

#### ヨーロッパ
- YASKAWA EUROPE GmbH - ドイツ
- YASKAWA NORDIC AB - スウェーデン
- YASKAWA ELECTRIC UK LTD. - イギリス
- YASKAWA UK LTD. - イギリス
- YASKAWA ITALIA S.R.L - イタリア
- YASKAWA FRANCE SARL - フランス
- YASKAWA IBERICA S.L. - スペイン
- YASKAWA FINLAND OY - フィンランド
- THE SWITCH ENGINEERING OY - フィンランド
- THE SWITCH MARINE DRIVE NORWAY AS - ノルウェー
- YASKAWA BENELUX BV - オランダ
- YASKAWA EUROPE ROBOTICS D.O.O.  - スロベニア
- YASKAWA SLOVENIJA D.O.O.  - スロベニア
- YASKAWA RISTRO D.O.O. - スロベニア
- YASKAWA CZECH S.R.O - チェコ
- YASKAWA POLSKA SP. Z O.O - ポーランド

#### アジア
- YASKAWA ELECTRIC (CHINA) CO., LTD. - 中国
- SHANGHAI YASKAWA DRIVE CO., LTD. - 中国
- YASKAWA TSUSHO（SHANGHAI）CO., LTD. - 中国
- YASKAWA ELECTRIC (SHENYANG) CO., LTD. - 中国
- YASKAWA SHOUGANG ROBOT CO., LTD. - 中国
- YASKAWA (CHINA) ROBOTICS CO., LTD. - 中国
- YASKAWA ELECTRIC KOREA CORPORATION - 韓国
- YASKAWA ELECTRIC TAIWAN CORPORATION - 台湾
- YASKAWA ASIA PACIFIC PTE. LTD. - シンガポール
- YASKAWA ELECTRIC (THAILAND) CO.,LTD. - タイ
- PT. YASKAWA ELECTRIC INDONESIA - インドネシア
- YASKAWA ELETRIC VIETNAM CO., LTD. - ベトナム
- YASKAWA MALAYSIA SDN. BHD.- マレーシア
- YASKAWA INDIA PRIVATE LIMITED - インド

#### 中東・アフリカ
- YASKAWA TURKEY ELEKTRIK TICARET LTD. STI. - トルコ
- YASKAWA EUROPE TECHNOLOGY LTD. - イスラエル
- YASKAWA SOUTHERN AFRICA (PTY) LTD. - 南アフリカ

### その他グループ会社
- 安川メカトレック系列
  - YASKAWA MECHATREC (THAILAND) CO., LTD.（タイ）
  - YASKAWA MECHATREC VIETNEM CO., LTD.（ベトナム）
- 末松九機系列
  - 株式会社HKシートメタルテック
- 安川コントロール系列
  - 福岡化成工業株式会社
  - 東営安川機電控制有限公司
- 安川ロジステック系列
  - 株式会社安川パッケージング
- 安川マニュファクチャリング系列
  - 安川設備メンテナンス株式会社
- YE DIGITAL系列
  - 株式会社YE DIGITAL Kyushu
  - YE DIGITAL, Inc.

## 株式を所有する企業
- 西部電機（安川電機が筆頭株主）
- ギラヴァンツ北九州（安川電機がTOTOと並ぶ運営会社主要株主の一つとなっている）
- スターフライヤー（安川電機が株主の一つ）

## 主要人物
- 安川敬一郎(男爵安川財閥創業者、創立発起人)
- 安川第五郎（敬一郎の五男、2代目社長、石炭庁長官を務めた）
- 安川敬二（第五郎の次男、4代目社長、会長を務めた）
- 利島康司（8代目社長、北九州商工会議所会頭）
- 津田純嗣（9代目社長、国際ロボット連盟会長）

## スポーツ
- 安川電機ラグビー部（ラグビー部。2018年現在、トップキュウシュウBに所属。）
- 安川電機陸上部（長距離走。全日本実業団対抗駅伝競走大会（ニューイヤー駅伝）に1976年大会で初出場。2022年大会では32年連続44回目の出場。最高位は1992年大会の3位）

## その他
アメリカ映画「ペイチェック 消された記憶」や「ターミネーター」に安川電機製のロボット「MOTOMAN」が登場しており、30年後のターミネーターシリーズ第5作「ターミネーター:新起動/ジェニシス」にはMOTOMANのMPK50モデルが登場している。

## テレビ番組
- 日経スペシャル カンブリア宮殿 「ロボットで世界一をめざせ！ ～"ロボット社長"が語る若手社員の育て方～」（2009年2月9日、テレビ東京）- 出演：社長 利島康司[18]。